# Texte aus der Umwelt des Alten Testaments
Texte aus der Umwelt des Alten Testaments (Abkürzung TUAT) ist ein von Otto Kaiser, Bernd Janowski, Gernot Wilhelm und Daniel Schwemer herausgegebenes Serienwerk, das in großem Umfang wichtige Texte der altorientalischen Kulturen – teilweise erstmals – in deutscher Übersetzung zugänglich macht. Diese Texte werden von Fachleuten und Forschern der jeweiligen Kulturen und Sprachen nach dem Urtext neu übersetzt, in ihren historischen Kontext eingeordnet und ausführlich kommentiert.

## Berücksichtigte Sprachen
Berücksichtigt werden maßgebliche Texte in folgenden altorientalischen Sprachen:
- Sumerisch
- Elamisch
- Hurritisch
- Afroasiatische Sprachen
  - Ägyptisch
  - Semitische Sprachen
    - Akkadisch in den Varietäten Altakkadisch, Eblaitisch, Mari, Emar, Nuzi, Babylonisch und Assyrisch
    - Ugaritisch
    - Phönizisch und Punisch
    - Hebräisch
    - Moabitisch
    - Aramäisch (darunter Sam'alisch, Nabatäisch, Hatranisch)
    - Altsüdarabische Sprachen
- Indogermanische Sprachen
  - Hethitisch und Luwisch
  - Persisch (Alt- und Mittelpersisch)
  - Griechisch (vor allem Texte aus Ägypten)

## Alte Folge TUAT
Die Gliederung der in 18 Lieferungen und drei Bänden von 1982 bis 1997 erschienenen Alten Folge, herausgegeben von Otto Kaiser:
- Band I – Rechts- und Wirtschaftsurkunden – Historisch-chronologische Texte
  - 1 Rechtsbücher (sumerisch, akkadisch, hethitisch)
  - 2 Staatsverträge (akkadisch, hethitisch, assyrisch, aramäisch)
  - 3 Recht und Wirtschaft (sumerisch, hethitisch, ugaritisch, ägyptisch, hebräisch, aramäisch, punisch, altsüdarabisch)
  - 4 Historische Texte I (sumerisch, akkadisch)
  - 5 Historische Texte II (hethitisch, ugaritisch)
  - 6 Historische Texte III (ägyptisch, hebräisch, aramäisch, phönizisch, moabitisch, altsüdarabisch)

- Band II – Religiöse Texte
  - 1 Zukunftsdeutungen (sumerisch, akkadisch, ugaritisch, ägyptisch, aramäisch, altsüdarabisch)
  - 2 Rituale I (sumerisch, akkadisch, hethitisch)
  - 3 Rituale II (ugaritisch, ägyptisch, aramäisch, phönizisch, altsüdarabisch)
  - 4 Votivinschriften (sumerisch, akkadisch, ugaritisch, ägyptisch, aramäisch, phönizisch, punisch, altsüdarabisch)
  - 5 Lieder und Gebete I (sumerisch, akkadisch)
  - 6 Lieder und Gebete II (hethitisch, ugaritisch, ägyptisch, hebräisch, aramäisch)

- Band III – Weisheitstexte, Mythen, Epen
  - 1 Weisheitstexte I (sumerisch, akkadisch)
  - 2 Weisheitstexte II (ägyptisch, aramäisch)
  - 3 Mythen und Epen I (sumerisch)
  - 4 Mythen und Epen II (akkadisch, hethitisch)
  - 5 Mythen und Epen III (ägyptisch)
  - 6 Mythen und Epen IV (ugaritisch)

## Neue Folge TUAT
2004–2020 erschien die Neue Folge der Texte aus der Umwelt des Alten Testaments (Bd. 1–9), herausgegeben von Bernd Janowski und Gernot Wilhelm, ab Band 5 von Bernd Janowski und Daniel Schwemer.
- TUAT Neue Folge, Band 1 – Texte zum Rechts- und Wirtschaftsleben
  - 1 Mesopotamische Texte (sumerisch, akkadisch)
  - 2 Altsyrische Texte (Ugarit, Alalach, Emar)
  - 3 Ägyptische Texte
  - 4 Elamische Texte aus Iran
  - 5 Hebräische, aramäische und phönizische Texte
  - 6 Sabäische (altsüdarabische) Texte
  - 7 Griechische Texte aus Ägypten

- TUAT Neue Folge, Band 2 – Staatsverträge, Herrscherinschriften und andere Dokumente zur politischen Geschichte
  - 1 Mesopotamische Texte (sumerisch, akkadisch, hurritisch)
  - 2 Hethitische Texte
  - 3 Altsyrische Texte (Ugarit, Alalach)
  - 4 Ägyptische Texte
  - 5 Texte aus Iran (elamisch, altpersisch, sassanidisch)
  - 6 Nordwestsemitische Texte (ja'udisch, altaramäisch, nabatäisch, hatranisch, palmyrenisch; phönizisch, ammonitisch)
  - 7 Sabäische (altsüdarabische) Texte
  - 8 Griechische Texte aus Ägypten

- TUAT Neue Folge, Band 3 – Briefe
  - 1 Mesopotamische Briefe (sumerisch, altakkadisch, babylonisch, assyrisch, Mari, Nuzi)
  - 2 Diplomatische Korrespondenzen der Spätbronzezeit (Briefe aus Amarna, Taanach, Hattuša, Ugarit)
  - 3 Briefe aus Syrien (Ugarit) (akkadisch, ugaritisch)
  - 4 Ägyptische Briefe
  - 5 Briefe aus Iran (elamisch)
  - 6 Hebräische, transjordanische und aramäische Briefe
  - 7 Sabäische Briefe
  - 8 Griechische Briefe aus Ägypten

- TUAT Neue Folge, Band 4 – Omina, Orakel, Rituale und Beschwörungen
  - 1 Texte aus Mesopotamien (sumerisch, altakkadisch, babylonisch, assyrisch)
  - 2 Texte der Hethiter (hethitisch, luwisch)
  - 3 Texte aus Syrien (akkadisch [Emar], ugaritisch)
  - 4 Texte aus Ägypten
  - 5 Texte aus Iran (elamisch, persisch)
  - 6 Sabäische (altsüdarabische) Texte
  - 7 Griechische Texte aus Ägypten

- TUAT Neue Folge, Band 5 – Texte zur Heilkunde
  - 1 Texte aus Mesopotamien (sumerisch, akkadisch)
  - 2 Texte der Hethiter (hethitisch)
  - 3 Texte aus Syrien (ugaritisch)
  - 4 Texte aus Ägypten (mit einer Einleitung Die altägyptische Medizin von W. Westendorf)
  - 5 Griechische Texte aus Ägypten

- TUAT Neue Folge, Band 6 – Grab-, Sarg-, Bau- und Votivinschriften
  - 1 Texte aus Mesopotamien (sumerisch, akkadisch)
  - 2 Texte der Hethiter (hethitisch, luwisch)
  - 3 Texte aus Syrien (Emar, Ugarit) (akkadisch, ugaritisch)
  - 4 Texte aus Ägypten
  - 5 Texte aus Iran (elamisch, alt- und mittelpersisch)
  - 6 Phönizische und hebräische Texte
  - 7 Sam'alische und (andere) aramäische Texte
  - 8 Sabäische (altsüdarabische)Texte
  - 9 Griechische Texte aus Ägypten

- TUAT Neue Folge, Band 7 – Hymnen, Klagelieder und Gebete
  - 1 Texte aus Mesopotamien (sumerisch, akkadisch)
  - 2 Texte der Hethiter (hethitisch)
  - 3 Texte aus Syrien (ugaritisch)
  - 4 Texte aus Ägypten (ägyptisch)
  - 5 Griech. Texte aus Ägypten (griechisch)

- TUAT Neue Folge, Band 8 – Weisheitstexte, Mythen und Epen
  - 1 Texte aus Mesopotamien (sumerisch, akkadisch)
  - 2 Texte der Hethiter (hethitisch)
  - 3 Texte aus Syrien (ugaritisch)
  - 4 Texte aus Ägypten (neuägyptisch, demotisch)
  - 5 Texte aus Iran (mittelpersisch)
  - 6 Texte aus Transjordanien (aramäisch: Deir 'Alla)
  - 7 Griech. Texte aus Ägypten (griechisch)

- TUAT Neue Folge, Band 9 – Texte zur Wissenskultur
  - 1 Texte aus Mesopotamien
  - 2 Texte der Hethiter
  - 3 Texte aus Syrien
  - 4 Texte aus Ägypten
  - 5 Texte aus Iran
  - 6 Griech. Texte aus Ägypten

## Herausgeber und Mitarbeiter
Mitarbeiter und Mitherausgeber der Alten Folge sind – in der Reihenfolge ihrer ersten Beiträge – die Altorientalisten und Ägyptologen Rykle Borger, Heiner Lutzmann, Willem H. P. Römer, Einar von Schuler, Manfried Dietrich, Elmar Edel, Oswald Loretz, Otto Rössler, Diethelm Conrad, Wilhelmus C. Delsman, Otto Kaiser, Ursula Kaplony-Heckel, Walter W. Müller, Walther Hinz, Hans Martin Kümmel, Heinrich Otten, Ernst Kausen, Karl Hecker, Jacob Hoftijzer, Frank Kammerzell, Heike Sternberg-el Hotabi, Walter Farber, Christel Butterweck, Wilfried Gutekunst, Hans-Peter Müller, Boyo Ockinga, Hans P. Roschinski, Jan Assmann, Ahmet Ünal, Jan Wim Wesselius, Wolfram von Soden, Günter Burkard, Ingo Kottsieper, Irene Shirun-Grumach, Heinz-Josef Thissen, Dietz-Otto Edzard, W. G. Lambert, Gerfrid G. W. Müller, Elke Blumenthal, Friedrich Junge, Antonio Loprieno und Gerald Moers.
Mitarbeiter und Herausgeber der Neuen Folge sind – in der Reihenfolge ihrer ersten Beiträge – Bernd Janowski, Hans Neumann, Rosel Pientka-Hinz, Friedhelm Hartenstein, Karl Hecker, Gernot Wilhelm, Helmut Freydank, Karen Radner, Michael Jursa, Josef Tropper, Juan-Pablo Vita, Christian Niedorf, Frank Zeeb, Heike Sternberg-el Hotabi, Matthias Müller, Martin Andreas Stadler, Carsten Peust, Heidemarie Koch, Ingo Kottsieper, Andrea Jördens, Norbert Nebes, Hans Neumann, Daniel Schwemer, Jörg Klinger, John David Hawkins, Herbert Niehr, Francis Breyer, Daniel A. Werning, Friedrich Junge, Gerald Moers, Angelika Berlejung, Louise Gestermann, Jared L. Miller, Anson F. Rainey, Maren Schentuleit, Nele Ziegler, Nils P. Heeßel, Markham J. Geller, Barbara Böck, Stefan Maul, Eckart Frahm, Jörg Klinger, Wolfhart Westendorf, Rainer Hannig, Orell Witthuhn, Katharina Stegbauer, Friedhelm Hoffmann, Joachim Friedrich Quack, Susanne Paulus, Steven Lundström, Günter Vittmann, Burkhard Backes, Annick Wüthrich, Hanna Jenni, Anne Multhoff, Walter W. Müller und Peter Stein.

## Bibliographische Angaben

### Alte Folge
- Otto Kaiser (Hrsg.): Texte aus der Umwelt des Alten Testaments. 18 Lieferungen in drei Bänden. Gütersloher Verlagshaus Gerd Mohn, Gütersloh 1982–1997. ISBN 3-579-00060-8 bis ISBN 3-579-00075-6.
Seit 2006 in Form von PDF-Dateien auf CD-ROM erhältlich: ISBN 3-579-00085-3.
Unveränderter Nachdruck als Studienausgabe in vier Bänden: Texte aus der Umwelt des Alten Testaments. wbg academic, Darmstadt 2019. ISBN 978-3-534-27114-6.

### Neue Folge
- Bernd Janowski, Gernot Wilhelm (Hrsg.): Texte aus der Umwelt des Alten Testaments. Neue Folge, Bd. 1.
Texte zum Rechts- und Wirtschaftsleben. Gütersloher Verlagshaus, Gütersloh 2004. ISBN 3-579-05289-6
- Bernd Janowski, Gernot Wilhelm (Hrsg.): Texte aus der Umwelt des Alten Testaments. Neue Folge, Bd. 2.
Staatsverträge, Herrscherinschriften und andere Dokumente zur politischen Geschichte. Gütersloher Verlagshaus, Gütersloh 2005. ISBN 3-579-05288-8.
- Bernd Janowski, Gernot Wilhelm (Hrsg.): Texte aus der Umwelt des Alten Testaments. Neue Folge, Bd. 3.
Briefe. Gütersloher Verlagshaus, Gütersloh 2006. ISBN 3-579-05287-X.
- Bernd Janowski, Gernot Wilhelm (Hrsg.): Texte aus der Umwelt des Alten Testaments. Neue Folge, Bd. 4.
Omina, Orakel, Rituale und Beschwörungen. Gütersloher Verlagshaus, Gütersloh 2008. ISBN 3-579-05290-X.
- Bernd Janowski, Daniel Schwemer (Hrsg.): Texte aus der Umwelt des Alten Testaments. Neue Folge, Bd. 5.
Texte zur Heilkunde. Gütersloher Verlagshaus, Gütersloh 2010. ISBN 978-3-579-05278-6.
- Bernd Janowski, Daniel Schwemer (Hrsg.): Texte aus der Umwelt des Alten Testaments. Neue Folge, Bd. 6.
Grab-, Sarg-, Bau- und Votivinschriften. Gütersloher Verlagshaus, Gütersloh 2011. ISBN 978-3-579-05279-3.
- Bernd Janowski, Daniel Schwemer (Hrsg.): Texte aus der Umwelt des Alten Testaments. Neue Folge, Bd. 7.
Hymnen, Klagelieder und Gebete. Gütersloher Verlagshaus, Gütersloh 2013. ISBN 978-3-579-05280-9.
- Bernd Janowski, Daniel Schwemer (Hrsg.): Texte aus der Umwelt des Alten Testaments. Neue Folge, Bd. 8.
Weisheitstexte, Mythen und Epen. Gütersloher Verlagshaus, Gütersloh 2015. ISBN 978-3-579-05281-6.
- Bernd Janowski, Daniel Schwemer (Hrsg.): Texte aus der Umwelt des Alten Testaments. Neue Folge, Bd. 9.
Texte zur Wissenskultur. Gütersloher Verlagshaus, Gütersloh 2020. ISBN 978-3-579-05282-3.

## Weblink
- Ernst Kausen, Ausführliches Inhaltsverzeichnis sämtlicher Teile von TUAT, Alte und Neue Folge. Mit Autoren und Sprachangaben. (MS Word; 107 kB)